# アルフレート・ホレチェク
アルフレート・ホレチェク（Alfred Holeček, 1907年5月6日 - 1989年2月8日）は、ロシア出身のピアニスト。
ハルキウの生まれ。プラハ音楽院でヴィレーム・クルツらにピアノを学び、ヤン・クベリークの伴奏者として演奏活動を始める。以後、室内楽奏者として名声を高めた。1958年にヴァーシャ・プルジーホダが帰国した時には、リサイタルの伴奏をしている。その他、ダヴィッド・オイストラフやアンドレ・ナヴァラ等がチェコを訪れた時にも伴奏に起用されている。録音はスプラフォンを中心に行い、ジャニーヌ・アンドラードやヨゼフ・スーク等と共演している。
プラハにて没。